# Богдановский, Алексей Александрович
Алексей Александрович Богдано́вский (1869—1952) — русский и советский актёр, заслуженный артист РСФСР.

## Биография
Родился 3 (15 марта) 1869 года. В конце 1910-х годов — актёр и режиссёр фарсового «Невского театра». Позднее актёр КРДТ имени Л. Украинки и БДТ имени М. Горького. Среди ролей в БДТ — Павлин («Егор Булычев и другие»), Юсов («Доходное место»), лорд Гастингс («Ричард III»), Бермята («Снегурочка»), Леонато («Много шума из ничего») и др.
Сергей Юрский: «Я видел Богдановского на сцене БДТ году в 49-м, на излете его жизни, в роли Расплюева в „Свадьбе Кречинского“. То ли он был действительно так хорош, то ли пьеса, прежде неведомая малообразованному комсомольцу, произвела на меня такое сильное впечатление, но понравился он мне необыкновенно. И этот новенький цилиндрик в неуклюжих руках, который так неловко и комично, с каким-то деревянным стуком надевал он на голову, запомнился мне очень».
Умер 9 июня 1952 года. Похоронен в Ленинграде на Шуваловском кладбище.

## Семья
Жена — драматург Софья Николаевна Богдановская (псевдоним Софья Белая).

## Фильмография
- 1925 — Минарет смерти — Энджин-хан, эмир Бухары;
- 1925 — Девятое января — Борисов, модельщик Русско-Балтийского завода
- 1928 — Хабу — Сократ Пузырьков, содержатель постоялого двора;
- 1928 — Третья жена муллы;
- 1928 — Золотой клюв — иностранный специалист

## Награды и премии
- Заслуженный артист РСФСР
- Сталинская премия третьей степени (1951) — за исполнение роли в спектакле «Разлом» Б. А. Лавренёва на сцене БДТ имени М. Горького
- Орден Красной Звезды - 12 декабря 1945 года за организацию драматического фронтового коллектива в марте 1942 года и более 500 выступлений в главных ролях в шефских спектаклях на флоте[5].